# Anna Sjarevitsj

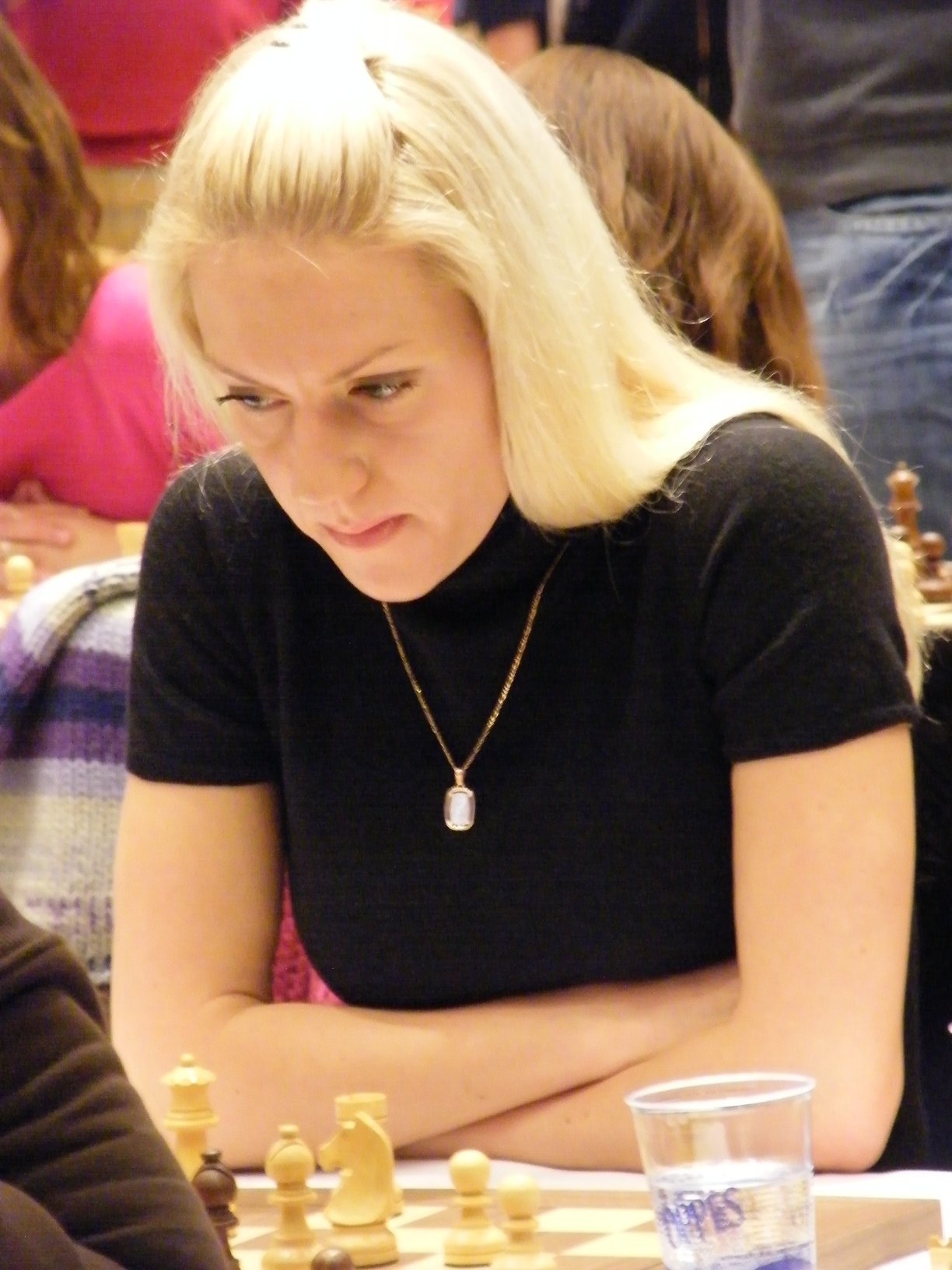
Anna Sjarevitsj in 2008

Anna Vadimovna Sjarevitsj (Wit-Russisch: Ганна Вадзімаўна Шарэвіч; Russisch: Анна Вадимовна Шаревич) (Brest, 18 december 1985) is een Wit-Russische schaakster. Ze is een grootmeester bij de vrouwen (WGM). Ze was kampioen van Wit-Rusland bij de vrouwen in 2002, 2005, 2007 en 2011. Sinds april 2014 speelt ze namens de VS.

## Individuele resultaten
Sjarevitsj die sportwetenschappen en toerisme studeert aan de staatshogeschool in Brest, leerde op 5-jarige leeftijd schaken van haar vader, een arts, die sindsdien haar trainer is. Ze won vier Wit-Russische meisjeskampioenschappen in de leeftijdscategorieën "tot 14 jaar" t/m "tot 20 jaar". In 2002, 2005, 2007 en 2011 werd ze vrouwenkampioen van Wit-Rusland. In 2003 werd ze Internationaal Meester bij de vrouwen (WIM). De hiervoor benodigde normen behaalde ze in 2003, bij het Wit-Russische kampioenschap voor vrouwen in Minsk, bij een jeugdtoernooi in Serpoechov en bij het Europees kampioenschap voor vrouwen in Silivri. In augustus 2005 vond in Hengelo het Euro Chess Tournament 2005 (Open Nederlands Jeugdkampioenschap) plaats; de Stork Young Masters, een onderdeel van dit toernooi, werd gewonnen door Aleksander Rjazantsev met 6 uit 9; Anna Sjarevitsj behaalde 2.5 punt uit negen ronden. In 2006 werd ze grootmeester bij de vrouwen (WGM), de normen behaalde ze in 2005 bij een WGM-toernooi in Sint-Petersburg en in 2006 bij de Schaakolympiade voor vrouwen in Turijn.
In het eerste halve jaar van 2009 stond ze bovenaan de Wit-Russische Elo-ranglijst bij de vrouwen, in februari 2015 bevond ze zich op plaats 8 van de ranglijst van vrouwen in de VS.

## Schaakteams
Sjarevitsj werd in 2002 ingezet bij het nationale vrouwenteam in de Schaakolympiade, en speelde sindsdien voor Wit-Rusland op alle zes de Schaakolympiades t/m 2012. In 2014 ging ze over van Wit-Rusland naar de Verenigde Staten. Ze was lid van het team Saint Louis Arch Bishops, dat in 2014 winnaar was in de United States Chess League.

## Schaakverenigingen
In de Duitse bondscompetitie voor vrouwenteams speelde Anna Sjarevitsj in seizoen 2004/05 voor SK Holsterhausen, sinds 2006 speelt ze voor USV Volksbank Halle, waarmee ze in 2007 en in 2010 kampioen van de competitie werd. In dezelfde jaren nam ze met dit team deel aan de European Club Cup voor vrouwen. Overige jaren waarin ze deelnam aan de European Club Cup voor vrouwen zijn: 2006 met Ekonomist SGSEU Saratow (derde bij individuele resultaten van reservespeelsters) en 2008 met EPAM Systems Minsk. In de United States Chess League speelde voor St. Louis Arch Bishops, waarmee ze in 2014 het kampioenschap won.

## Overig
Haar uiterlijk bezorgt Sjarevitsj ook buiten de schaakwereld bekendheid; bij het Europees kampioenschap schaken voor vrouwen in 2004, in Dresden, noemden de journalisten haar "Miss Europees Kampioenschap". In haar geboorteland zat ze in 2007 in de "Top-50 van de mooiste en succesvolste personen in Minsk" (48e plaats), op plaats 7 in de Королева спорта 2007 ("Koningin van de sport 2007") en zong ze in 2008 in de Wit-Russische televisieshow Две звезды ("2 sterren") een duet met de zanger Sascha Nemo.

## Externe koppelingen
- (en)   Informatie over schaakpartijen van Anna Sjarevitsj op ChessGames.com
- (en)   Informatie over schaakpartijen van Anna Sjarevitsj op 365chess.com
- (en)  FIDE-ratinggegevens voor Anna Sjarevitsj